# Konvektion

Konvektionszellen in einem von unten beheizten Gefäß

Konvektion (von lateinisch convehere ‚herbeibringen‘) oder Strömungstransport ist der Transport physikalischer Größen in strömenden Gasen oder Flüssigkeiten. Physikalische Größen sind dabei beispielsweise mitgeführte Wärme, Materie oder Impuls.
Der konvektive Transport thermischer Energie ist ein Mechanismus des Wärmetransports und wird auch Wärmemitführung genannt.
Tritt infolge von Temperaturunterschieden ein statischer Auftrieb als die Ursache der Strömung auf, wird dies thermische Konvektion, natürliche Konvektion, freie Konvektion oder Wärmeströmung genannt.
Außerdem kann die Strömung z. B. durch Pumpen oder Ventilatoren verursacht werden oder durch thermodynamische Ungleichgewichte entstehen, dies wird erzwungene Konvektion genannt.
In Geowissenschaften wird die Konvektion von der Advektion unterschieden, wobei die Konvektion die vertikale Strömung bezeichnet, die Advektion dagegen den horizontalen Anteil.

## Mechanismen

### Statischer Auftrieb
Unterschiede in der Dichte im Fluid führen im Schwerefeld zu statischem Auftrieb. Die Dichteunterschiede können durch eine Temperaturdifferenz oder unterschiedliche Stoffdichten verursacht werden. Die so angetriebene Bewegung heißt natürliche oder freie Konvektion.
Werden die Dichteunterschiede durch unterschiedliche Stoffdichten hervorgerufen, wird dies chemische Konvektion, bei Lösungen auch solutale Konvektion, bei Salzlösungen auch haline Konvektion oder in Verbindung mit thermischer Konvektion auch thermohaline Konvektion genannt. Kommen die Dichteunterschiede durch eine Ansammlung von Mikroorganismen an der Oberfläche der Flüssigkeit zustande, spricht man von Biokonvektion.
Beispiele
In einem Topf auf dem Herd wird Wasser erhitzt. Am Boden wird geheizt, die Seitenwände sind isoliert und an der Oberfläche kühlt das Wasser durch Verdunstung bzw. die Außentemperatur ab. Durch die Erwärmung steigt Wasser mit geringerer Dichte auf, oben gekühltes Wasser sinkt ab. Es bilden sich Konvektionszellen, wie oben im Bild schematisch dargestellt. Eine solche Anordnung heißt Rayleigh-Bénard-Konvektion.
In der Meteorologie hängen zahlreiche Phänomene mit der natürlichen Konvektion zusammen:
- Bei Thermik wird Luft am Boden erwärmt und steigt auf.
- Durch aufsteigende feuchte Luft kann es zu Wolkenbildung (insb. Kumulus und Kumulonimbus) und Gewittern kommen.

### Äußere mechanische Einwirkung

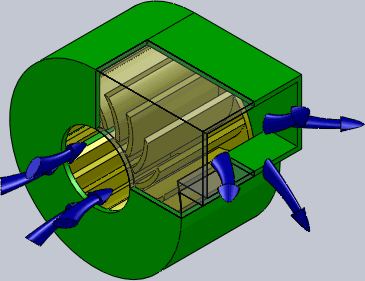
Radialventilator

Wenn die Strömung durch Kräfte außerhalb des Fluids angetrieben wird, spricht man von erzwungener Konvektion. Diese tritt zum Beispiel bei Pumpen oder Ventilatoren auf.
Bestehen bei der erzwungenen Konvektion Temperatur- und damit Dichteunterschiede, so wirken zusätzlich die gleichen Kräfte wie bei der freien Konvektion. Die Archimedes-Zahl kennzeichnet dann das Verhältnis von freier zu erzwungener Konvektion.
Beispiel
Eine Umwälzpumpe transportiert warmes Wasser von der Heizungsanlage zu den Heizkörpern.

### Magnetohydrodynamik
Als weitere treibende Kräfte können magnetische und elektrische Felder wirken. Mathematisch formuliert wird dies in der Magnetohydrodynamik.
Beispiele
- Das Erdmagnetfeld wird durch den Dynamoeffekt erzeugt.
- Die Struktur der Korona der Sonne, insbesondere Sonnenflecken werden mit der MHD erklärt.

### Oberflächenspannung (Marangoni-Konvektion)

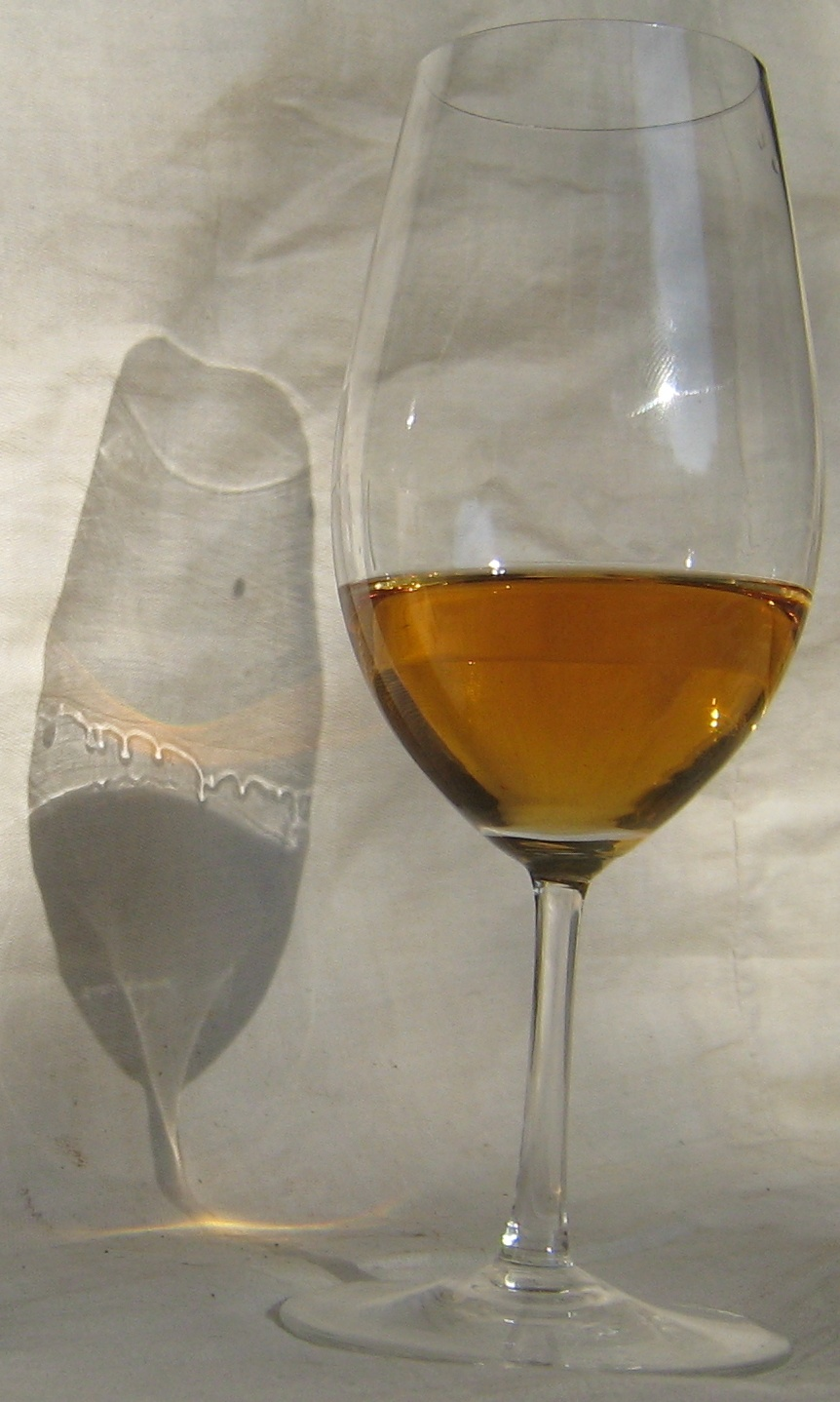
Der Marangoni-Effekt verursacht die Weintränen, die hier im Schatten des Weinglases gut zu erkennen sind.

Als Marangoni-Konvektion bezeichnet man eine Strömung, die durch den Gradienten der Grenzflächenspannung entsteht. Ursache für die unterschiedliche Grenzflächenspannung können z. B. ein Temperaturgefälle oder Konzentrationsgefälle gelöster Stoffe entlang der Grenzfläche sein. Das Fluid strömt dabei entlang der Grenzfläche in Richtung der größeren Spannung. Als Kennzahl zur Charakterisierung der Marangoni-Konvektion eignet sich die Marangoni-Zahl, welche sich als das Verhältnis von Grenzflächenspannung zur Viskosität verstehen lässt.
Beispiele
Beobachten lässt sich die Marangoni-Konvektion, wenn kleine Rußpartikel im flüssigen Wachs einer Kerze schwimmen. In der Nähe der Flamme ist die Oberfläche des flüssigen Wachses heißer als weiter außen am Rand der Kerze. Da im Allgemeinen die Grenzflächenspannung mit steigender Temperatur abnimmt, ist die Grenzflächenspannung dicht an der Flamme geringer als am Rand der Kerze. Dadurch wird die Oberfläche nach außen gerissen und nimmt oberflächennahes Wachs mit, das dadurch zu einer Kreisbewegung angetrieben wird. Diese wird durch die Rußpartikel sichtbar.
Ein weiteres bekanntes Beispiel sind die sogenannten Weintränen. Aufgrund der Adhäsion kriecht ein dünner Flüssigkeitsfilm an der Glasoberfläche hoch. Da Alkohol schneller verdunstet als Wasser, wird nach oben hin die Alkoholkonzentration geringer und dadurch die Oberflächenspannung größer, weitere Flüssigkeit strömt nach, bis die Schwerkraft überwiegt. Herablaufende Flüssigkeit mit hoher Oberflächenspannung zieht sich beim Durchqueren der Zone mit geringer Oberflächenspannung zu schmalen Rinnsalen zusammen.
Der Marangoni-Effekt spielt eine maßgebliche Rolle bei der Stabilisierung von flüssigen Schäumen. Hierbei bewirkt der durch eine Störung der Schaumfilmoberfläche induzierte Gradient der Oberflächenspannung einen die Störung heilenden, konvektiven Strom der interlamellaren Flüssigkeit.
Auch ist der Marangoni-Effekt wichtig für Prozesse bei der Metallverarbeitung mit hohen Temperaturgradienten, wie bei der Halbleiterherstellung oder beim Schweißen.

## Mathematische Beschreibung
Die substantielle Ableitung in einem Fluid setzt sich aus der lokalen und der konvektiven Ableitung zusammen. Aufgrund der Kettenregel gilt für eine Fluideigenschaft {\displaystyle \Phi }:
{\displaystyle {\frac {{\text{d}}\Phi ({\vec {x}},t)}{{\text{d}}t}}=\underbrace {\frac {\partial \Phi }{\partial t}} _{\mbox{lokal}}+\underbrace {({\vec {v}}\cdot {\vec {\nabla }})\Phi } _{\mbox{konvektiv}}}
In dieser Form tritt der Konvektionsterm insb. in der Konvektions-Diffusions-Gleichung auf.
Speziell ist in den Navier-Stokes- oder Eulergleichungen {\displaystyle \Phi ={\vec {v}}} mit der Fluidgeschwindigkeit {\displaystyle {\vec {v}}={\vec {v}}(x,y,z)}. Damit lautet der Term der konvektiven Beschleunigung
{\displaystyle ({\vec {v}}\cdot {\vec {\nabla }}){\vec {v}}}.

## Weitere Beispiele
- Eine dünne Schicht eines nematischen Flüssigkristalls wird mit einem Temperaturfeld oder einem elektrischen Feld beaufschlagt. Unter geeigneten Bedingungen stellt sich eine durch das Temperaturfeld oder das elektrische Feld (elektrische Konvektion) angetriebene Konvektionströmung ein. Bei mittlerer Stärke des Feldes bilden sich Konvektionswalzen in der anisotropen Schicht, bei hoher Stärke des Feldes lösen sich die Muster durch den Übergang in turbulente Strömungen auf.[4]
- Bei der Züchtung von Einkristallen aus Metalllegierungen kann das gewünschte gleichmäßige Kristallwachstum beim Erstarren der Schmelze durch konvektive Vorgänge gestört, aber auch bewusst beeinflusst werden. Diese Vorgänge sind neben der natürlichen Konvektion (thermisch und infolge von Konzentrationsunterschieden) auch die Marangoni-Konvektion (Schmelze fließt in Richtung hoher Oberflächenspannung) und bei induktiver Heizung oder anderen bewegten Magnetfeldern auch eine elektromagnetische Konvektion.[5]